# 道の駅大和路へぐり
道の駅大和路へぐり（みちのえき やまとじへぐり）は、奈良県生駒郡平群町平等寺にある国道168号の道の駅である。
愛称はくまがしステーション。公式ウェブサイトや報道などでの表記は、施設名と愛称が併記される。

## 施設
- 駐車場
  - 普通車：102台[2]
  - 大型車：3台[2]
  - 身障者用：6台[2]
- トイレ
  - 男性：大・小7
  - 女性：4
  - 身障者用：1
- 特産品コーナー（売店、8:30 - 17:00）[2]
- とれたて市（農産物直売所、8:30 - 17:00）[2]
- レストラン「hanana」[4][6]（ハナナ、11:00 - 17:00）[2]
ここでは、1月から4月にかけて、平群町原産のいちごの品種「古都華」（ことか）を使用したパフェが期間限定で提供される（特大サイズは完全予約制）[4][6]。
- できたて工房（平日 11:00 - 15:00・土日祝日 9:00 - 17:00）

### 管理団体
- 公益財団法人平群町地域振興センター

## 休館日
- 年末年始[2]

## アクセス
- 国道168号（平群バイパス） - 登録路線

## 周辺
- 竜田川
- 平群町役場
- 近畿日本鉄道（近鉄）生駒線 平群駅・竜田川駅
- 法隆寺[2]
- 信貴山
- 千光寺